# Aria

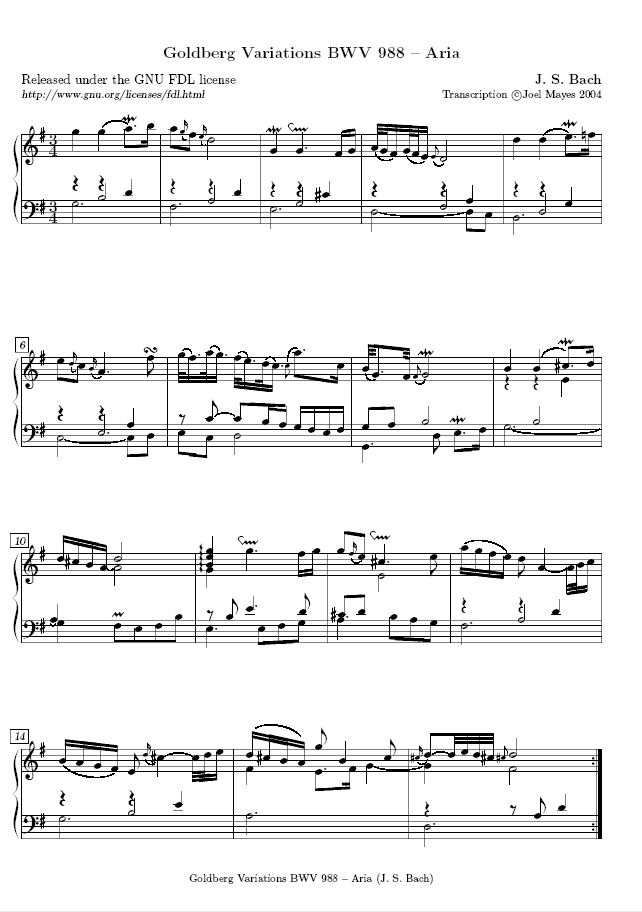
Partitura de las llamadas Variaciones Goldberg, BWV 988 de Johann Sebastian Bach, con el nombre "Aria".

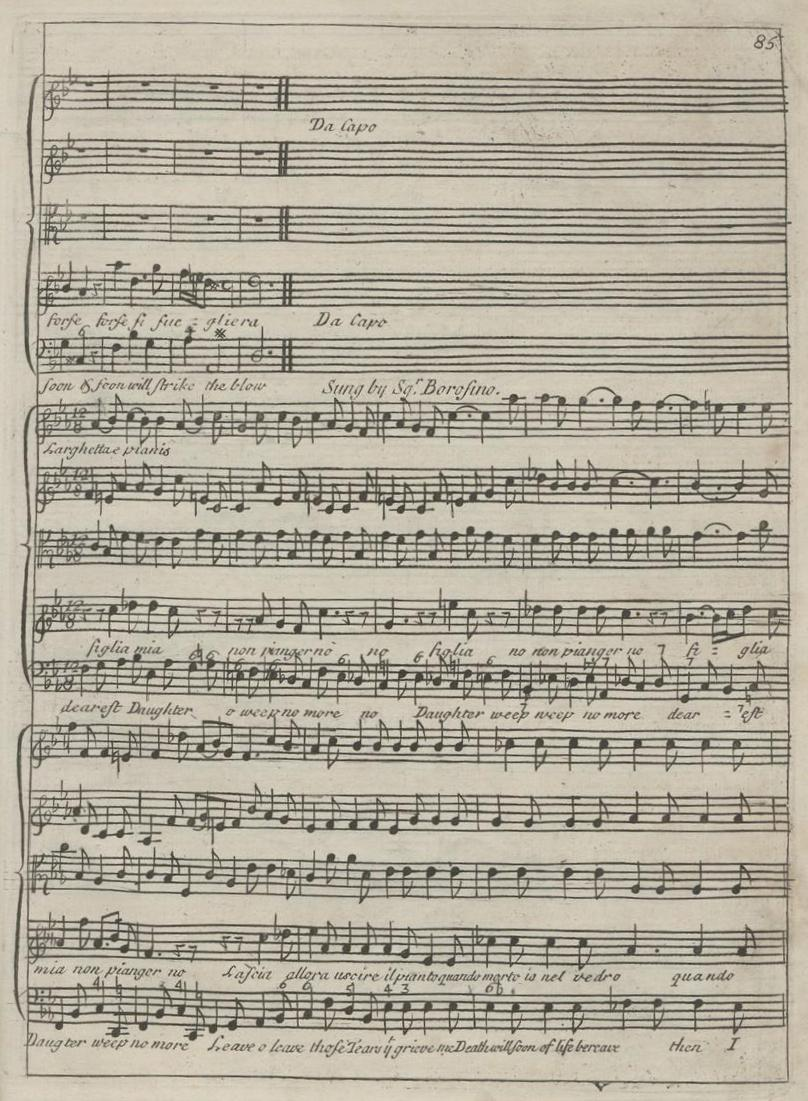
El aria de despedida del sultán Bazajet en la ópera de Händel Tamerlano (nótese la instrucción da capo). Primera edición, Londres, 1719.

Un aria, del italiano aria ("aire"), es un subgénero musical dentro de la ópera que se caracteriza por no contener ninguna especie de coro, únicamente está la voz del cantante, habitualmente con acompañamiento orquestal y como parte de una ópera o de una zarzuela. Antiguamente, era cualquier melodía expresiva ejecutada frecuentemente, aunque no siempre, por un cantante. Un aria es similar al mundo de las suites al ser una pieza de carácter cantabile, de movimiento lento, ternaria o binaria y con profusa ornamentación. En todo caso, es una composición teatral o musical de finales del Renacimiento, compuesta para ser ejecutada por un solo intérprete.
Durante el siglo XVII, en la época de la ópera barroca, el aria se escribía en forma ternaria (A-B-A), a la cual se le conocía como aria da capo (aria desde el principio) debido a la repetición de la primera parte al final del aria. El aria luego «invadió» el repertorio operístico con numerosas variantes (aria cantabile, aria agitata, aria di bravura, entre otras). A mediados del siglo XIX, las óperas se convirtieron en una sucesión de arias, reduciendo el espacio disponible para los recitativos.
Un aria actualmente suele usarse para obras de teatro o, generalmente, aperturas de óperas. El contexto típico de las arias es la ópera, pero las arias vocales también aparecen en oratorios y cantatas, o pueden ser aria de conciertos independientes. El término se utilizaba originalmente para referirse a cualquier melodía expresiva, normalmente, aunque no siempre, interpretada por un cantante.

## Etimología
El término italiano aria, que deriva del griego ἀήρ y del latín aer (aire), apareció por primera vez en relación con la música en el siglo XIV, cuando simplemente significaba una forma o estilo de cantar o tocar. A finales del siglo XVI, el término aria se refiere a una forma instrumental (cf. las obras para laúd de Santino Garsi da Parma, ('Aria del Gran Duca'). A principios del siglo XVI era de uso común para referirse a una sencilla composición de poesía trófica; los madrigales melódicos, sin polifonía compleja, se conocían como madrigale arioso.

## En la ópera

### Forma aria en la ópera francesa e italiana de finales delsigloXVII
En el contexto de obras escénicas y obras de concierto, las arias evolucionaron de melodías simples a formas estructuradas. En tales obras, el aria cantada, melódica y estructurada se diferenciaba del recitativo más parecido al habla (parlando). En general, el último tendía a llevar la línea de la historia, mientras que el primero llevaba una carga más emocional y se convirtió en una oportunidad para que los cantantes mostraran su talento vocal.
El aria evolucionó típicamente en una de dos formas. Las arias de forma binaria constaban de dos secciones (A – B); las arias en forma ternaria (A – B – A) se conocían como arias da capo (literalmente ‘de la cabeza’, es decir, con la sección inicial repetida, a menudo de una manera muy ornamentada. En el aria da capo, el episodio B normalmente estaría en una tonalidad diferente: la tonalidad mayor dominante o relativa. Otras variantes de estas formas se encuentran en las óperas francesas de finales del siglo XVII como las de Jean-Baptiste Lully, que dominó el período del barroco francés. En sus obras los solos vocales (denominados con el término francés airs) frecuentemente tienen forma binaria extendida (ABB), o algunas veces forma de rondó (ABACA), una forma que es análoga al rondó instrumental.
En la escuela italiana de compositores de finales del siglo XVII y principios del siglo XVIII, la forma da capo del aria se asoció gradualmente con el ritornello (literalmente ‘pequeño retorno’), un episodio instrumental recurrente que se entremezcla con los elementos del aria y a veces brindaba, en las primeras óperas, la oportunidad de bailar o la entrada de personajes. Esta versión de la forma aria con ritornello se convirtió en una característica dominante de la ópera europea a lo largo del siglo XVIII. Algunos escritores piensan que es el origen de las formas instrumentales de la forma de concierto y sonata. Los ritornelli se convirtieron en esenciales para la estructura del aria: «mientras que las palabras determinan el carácter de una melodía, los instrumentos ritornello a menudo deciden en qué términos se presentará».

### SigloXVIII

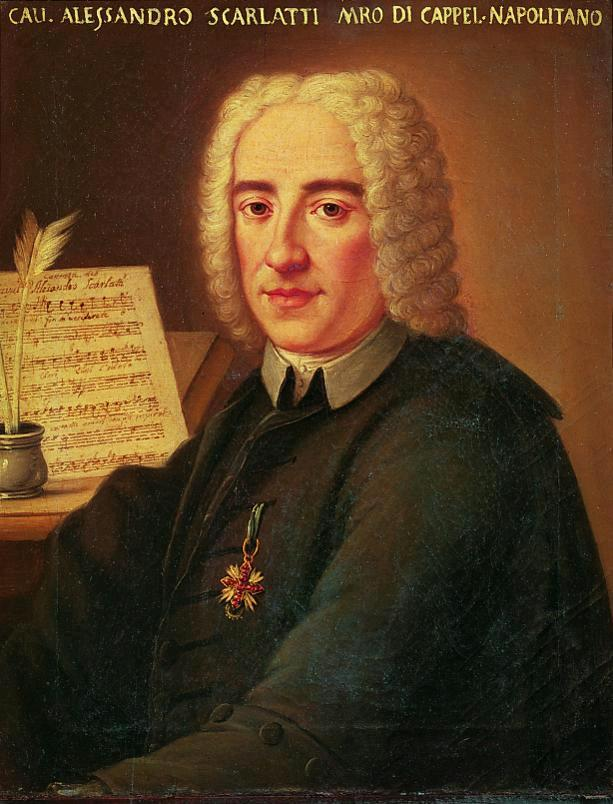
Alessandro Scarlatti (1660-1725), retrato.

A principios del siglo XVIII, compositores como Alessandro Scarlatti habían establecido la forma aria, y especialmente su versión da capo con ritornelli, como elemento clave de la ópera seria . «Ofrecía equilibrio y continuidad, y sin embargo daba margen para el contraste. [...] La misma regularidad de sus características convencionales permitía aprovechar las desviaciones de lo normal con un efecto revelador». En los primeros años del siglo, las arias en estilo italiano comenzaron a imponerse en la ópera francesa, dando lugar finalmente al género francés de ariette, normalmente en una forma ternaria relativamente simple.
Los tipos de aria operística se conocieron por una variedad de términos de acuerdo con su carácter, por ejemplo, aria parlante (‘estilo hablante’, de naturaleza narrativa), aria di bravura (normalmente dada a una heroína), aria buffa (aria de tipo cómico, normalmente dada a un bajo o bajo-barítono), y así sucesivamente.
M. F. Robinson describe el aria estándar en la ópera seria en el período de 1720 a 1760 de la siguiente manera:
La primera parte normalmente comenzaba con un ritornello orquestal tras el cual entraba el cantante y cantaba íntegramente la letra de la primera estrofa. Al final de este primer párrafo vocal, la música, si estaba en una tonalidad mayor como solía ser, se había modulado a la dominante. La orquesta luego tocaba un segundo ritornello, generalmente más corto que el primero. El cantante volvía a entrar y cantaba las mismas palabras por segunda vez. La música de este segundo párrafo era a menudo un poco más elaborada que la del primero. Había más repeticiones de palabras y quizás vocalizaciones más floridas. La clave volvía a la tónica para la cadencia vocal final, tras lo cual la orquesta cerraba la sección con un ritornello final.
La naturaleza y la asignación de las arias a los diferentes roles en la ópera seria estaba muy formalizada. Según el dramaturgo y libretista Carlo Goldoni, en su autobiografía:
Los tres personajes principales del drama deben cantar cinco arias cada uno; dos en el primer acto, dos en el segundo y uno en el tercero. La segunda actriz y la segunda soprano solo pueden tener tres, y los personajes inferiores deben conformarse con un solo aria cada uno, o dos como máximo. El autor de las palabras debe [...] cuidar que dos arias patéticas [es decir, melancólicas] no se sucedan. Debe distribuir con la misma precaución las arias de bravura, las arias de acción, las arias inferiores y los minuetos y rondós. Debe, sobre todo, evitar dar arias apasionadas, arias bravura o rondós, a personajes inferiores.
Por el contrario, las arias en la ópera buffa (ópera cómica) a menudo tenían un carácter específico de la naturaleza del personaje que se representaba (por ejemplo, la sirvienta descarada o el pretendiente o tutor anciano irascible).

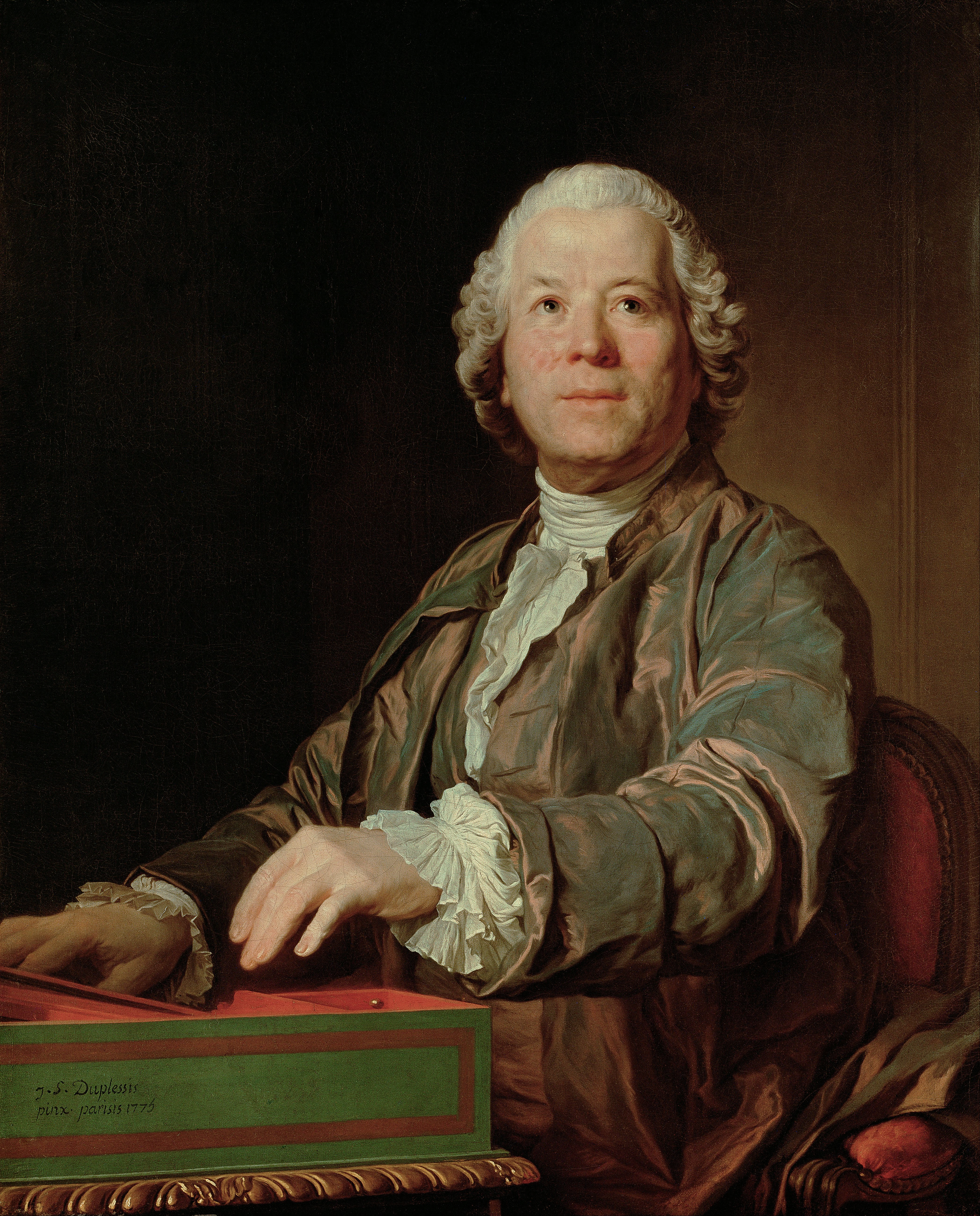
Christoph Willibald Gluck en un retrato de 1775 pintado por Joseph Duplessis.

A finales de siglo quedó claro que estos formatos se estaban fosilizando. Christoph Willibald Gluck pensó que tanto la ópera buffa como la ópera seria se habían alejado demasiado de lo que realmente debería ser la ópera, y parecían antinaturales. Los chistes de la ópera buffa estaban raídos y la repetición de los mismos personajes los hacía parecer nada más que estereotipos. En la ópera seria, el canto se dedicaba a los efectos superficiales y el contenido era poco interesante y rancio. Como en opera buffa, los cantantes a menudo eran maestros del escenario y la música, ornamentando las líneas vocales de manera tan florida que el público ya no podía reconocer la melodía original. Gluck quería devolver la ópera a sus orígenes, centrándose en el drama y las pasiones humanas y haciendo que las palabras y la música fueran de igual importancia. Los efectos de estas reformas gluckistas se vieron no sólo en sus propias óperas sino en las obras posteriores de Mozart; las arias ahora expresaban mucho más las emociones individuales de los personajes y estaban más firmemente ancladas y avanzaban en la trama. Richard Wagner elogiaría las innovaciones de Gluck en su ensayo de 1850 Ópera y drama: «El compositor musical se rebeló contra la obstinación del cantante» en lugar de «desplegar los contenidos puramente sensuales del Aria a su tono más alto»; Gluck buscó «poner grilletes a la ejecución de Caprice de ese Aria, esforzándose por sí mismo en darle a la melodía una [...] expresión que responda al texto subyacente». Esta actitud fue la base de la posible deconstrucción del aria de Wagner en su concepto de obra de arte total (Gesamtkunstwerk).

### SigloXIX
A pesar de los ideales de Gluck y la tendencia a organizar los libretos para que las arias tuvieran un papel más orgánico en el drama en lugar de simplemente interrumpir su flujo, en las óperas de principios del siglo XIX (por ejemplo, las de Gioachino Rossini y Gaetano Donizetti), las arias di bravura siguieron siendo atracciones centrales y continuaron desempeñando un papel importante en la gran ópera y en la ópera italiana durante el siglo XIX.
Una forma de aria preferida en la primera mitad del siglo XIX en la ópera italiana fue la cabaletta, en la que una sección cantabile similar a una canción es seguida por una sección más animada, la cabaletta propiamente dicha, repetida total o parcialmente. Normalmente, tales arias irían precedidas de un recitativo, y toda la secuencia se denominaría escena. También puede haber oportunidades para la participación de la orquesta o el coro. Un ejemplo es Casta Diva de la ópera Norma de Vincenzo Bellini.
Alrededor de 1850, las formas de aria en la ópera italiana comenzaron a mostrar más variedad: muchas de las óperas de Giuseppe Verdi ofrecen arias narrativas extendidas para papeles principales que permiten, en su alcance, la intensificación del drama y la caracterización. Los ejemplos incluyen la condena de Rigoletto al tribunal, «Cortigiani, vil razza dannata!» (1851).
Más adelante en el siglo, las óperas de Wagner posteriores a 1850 fueron compuestas completamente, con menos elementos fácilmente identificables como arias autónomas; mientras que el género italiano de la ópera de verismo también buscó integrar elementos airosos aunque todavía permitiendo algunas 'piezas de espectáculo'.

## Arias de concierto
Las arias de concierto, que no forman parte de ninguna obra mayor (o que a veces fueron escritas para reemplazar o insertar arias en sus propias óperas u óperas de otros compositores) fueron escritas por compositores para brindar la oportunidad de exhibición vocal para cantantes de concierto;  ejemplos son Ah perfido!, op. 65, de Beethoven, y varias arias de concierto de Mozart, incluida Conservati fedele.

## Música instrumental

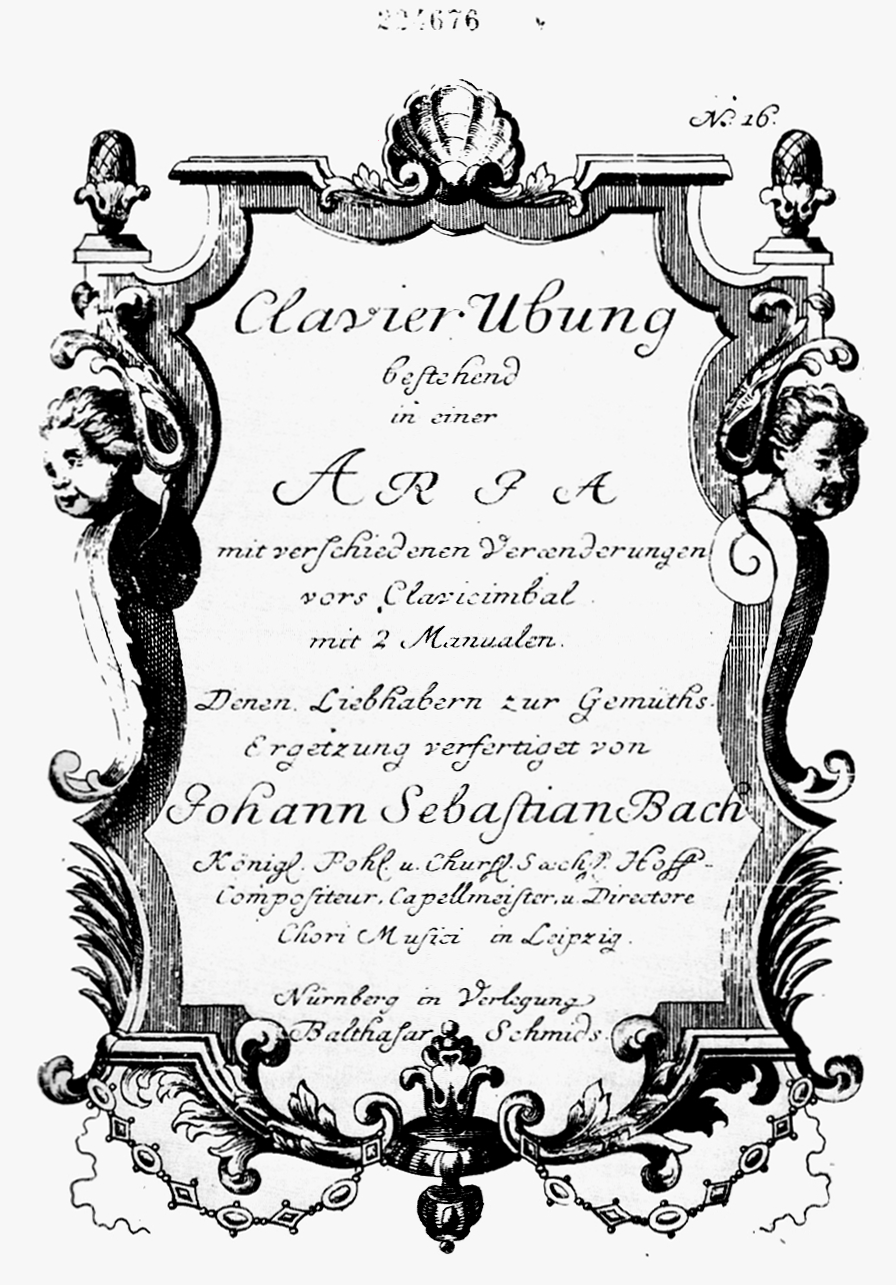
Portada de las Variaciones Goldberg (primera edición, 1741)

El término «aria» se usó con frecuencia en los siglos XVII y XVIII para la música instrumental utilizada para el baile o la variación, y se inspiró en la música vocal. Por ejemplo, las Variaciones Goldberg de Johan Sebastian Bach fueron tituladas en su publicación de 1741 «Clavier Ubung bestehend in einer ARIA mit verschiedenen Verænderungen» (‘Ejercicio de teclado, que consiste en un ARIA con diversas variaciones’), y compuestas cuando Bach era cantor en la iglesia de Santo Tomás de Leipzig.
La palabra se utiliza a veces en la música contemporánea como título para piezas instrumentales, por ejemplo, «Aria» de Robin Holloway de 1980 para conjunto de cámara. o la pieza de la banda de música de Harrison Birtwistle , «Grimethorpe Aria» (1973).

## Ejemplos de arias
- Oblivion soave de L'incoronazione di Poppea' de Claudio Monteverdi (1642)
- Lascia ch'io pianga de Rinaldo] de Georg Friedrich Händel (1711)
- ¿Qué haré sin Eurídice? de Orfeo y Eurídice de Christoph Willibald Gluck (1762)
- Madamina, il catalogo è questo  de Don Giovanni de Wolfgang Amadeus Mozart (1787)
- Le femmine d'Italia de L'italiana in Algeri de Gioachino Rossini (1813)
- La calunnia è un venticello de Barbiere di Siviglia] de Gioachino Rossini (1816)
- Casta Diva de Norma de Vincenzo Bellini (1831)
- La donna è mobile de Rigoletto' de Giuseppe Verdi (1851)
- Tu che le vanità de Don Carlos] de Giuseppe Verdi (1867)
- Vesti la giubba de  Pagliacci de Ruggero Leoncavallo (1892)
- E lucevan le stelle de Tosca' de Giacomo Puccini (1900)
- Un bel dì, vedremo de Madama Butterfly de Puccini (1904)
- In questa reggia de Turandot de Giacomo Puccini (1924)